# Stift Sindelfingen

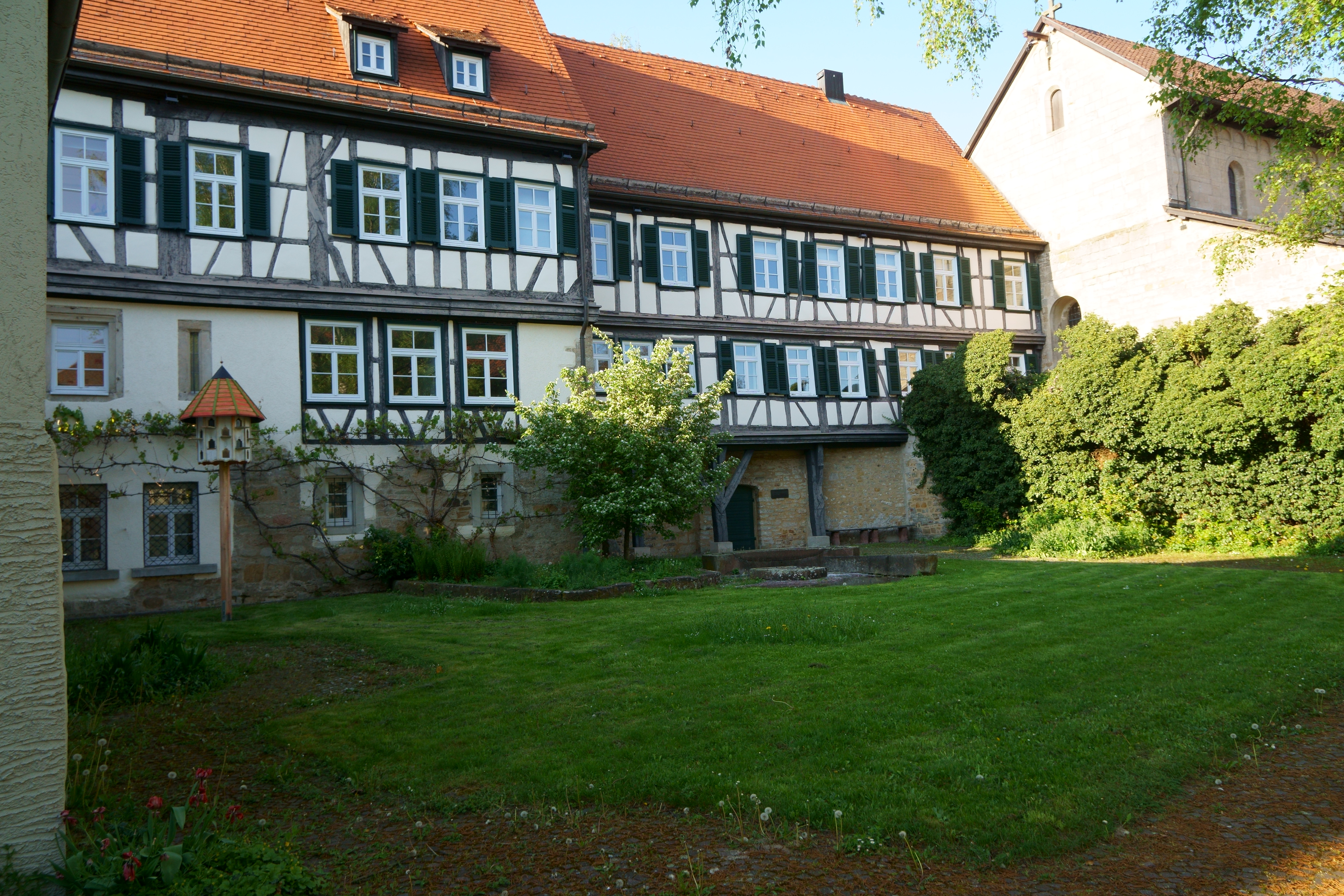
Propstei

Das Stift Sindelfingen war ein mittelalterliches Chorherrenstift in Sindelfingen. Es bestand vom 11. Jahrhundert an zunächst als weltliches Chorherrenstift. 1476 wurde es vom Herzog von Württemberg aus Anlass der Gründung der Universität Tübingen und des Sankt-Georgs-Stifts in Tübingen aufgelöst und größtenteils dorthin verlegt. Aus dem verbleibenden Teil des Stiftsvermögens wurde in Sindelfingen ein reguliertes Augustiner-Chorherren-Stift gebildet, das bis zur Reformation 1535 bestand.

## Lage
Das Stift lag auf einer etwa 530 m ü. NN hohen spornförmigen Erhebung oberhalb der mittelalterlichen Stadt Sindelfingen und wurde von dieser durch den alten Marktplatz (heute Corbeil-Essonnes-Platz) getrennt.

## Geschichte
Im Gebiet des ehemaligen Chorherrenstifts St. Martin lag mindestens seit dem späten 7. Jahrhundert der Herrenhof einer adligen Familie, später der Stammsitz der Grafen von Calw. Um 700 entstand in diesem Herrenhof eine erste Martinskirche mit Friedhof, aus dem 10. Jahrhundert stammende Mauerreste des Herrenhofes wurden 1973 entdeckt.
Nach den im 13. Jahrhundert verfassten Sindelfinger Annalen gründete Graf Adalbert (II.) von Calw um 1059 in seinem Sindelfinger Herrenhof ein Benediktinerdoppelkloster für Mönche und Nonnen. Diese wurden aber bald darauf nach Hirsau in das wiederaufgebaute Aureliuskloster umgesiedelt. Stattdessen errichtete Adalbert in Sindelfingen ein weltliches Chorherrenstift mit einem Propst und je zehn Chorherren und Kaplänen. Für den Bau wurde der Stammsitz der Grafen von Calw mit der älteren Martinskirche abgerissen. Der Bau der neuen Martinskirche schritt nur langsam voran; 1100 wurde die Krypta geweiht, doch die eigentliche Kirche wurde erst 1132 von den Welfen fertiggestellt, die in Sindelfingen eine Münzstätte einrichteten.
Die Schirmvogtei war an die Ortsherrschaft gebunden. In relativ kurzer Folge wechselte die Schirmvogtei von Calw zu den Welfen (1132 oder später), den Pfalzgrafen von Tübingen, den Herren von Rechberg (vor 1316, Heirat) und schließlich zu Württemberg (1351, Verkauf).
Das Stift erwarb schon bald umfangreiche Güter in der Umgebung von Sindelfingen. Im 13. Jahrhundert wurde das Stift mehrmals heimgesucht, besonders von den Grafen von Tübingen-Böblingen, die 1260 sogar einige Stiftshöfe niederbrannten. Daneben sah sich das Stift durch die Sindelfinger Stadtgründung 1263 durch Graf Rudolf den Scheerer von Tübingen-Herrenberg in seinen Rechten gefährdet. Im 15. Jahrhundert hatten einige berühmte Gelehrte, darunter Johannes von Bottwar, Professor in Paris, Pfründen in Sindelfingen inne.
1477 löste Graf Eberhard im Bart von Württemberg das Stift auf und bildete daraus die Universität Tübingen, das Sankt-Georg-Stift in Tübingen und aus den davon verbleibenden Resten ein Augustiner-Chorherrenstift in Sindelfingen. Zu seinem Aufbau holte der Landesherr Augustiner der Windesheimer Reformkongregation aus dem Wormser Kloster Kirschgarten. Acht der zehn früheren Chorherren wurden erste Professoren in Tübingen, darunter der erste Rektor Johannes Vergenhans, Propst Johannes Degen behielt auch im Tübinger Stift das Amt des Propstes, woran nun das des Kanzlers der Universität gebunden war.
Das in Sindelfingen verbliebene Stift, dem neben zwei Chorherren ein Drittel der Erträge blieb, galt zwar immer noch als reich, erreichte aber nie die Bedeutung des alten Stifts und wurde schließlich 1535 mit der Einführung der Reformation aufgelöst. Das Stiftsvermögen wurde vom Land Württemberg im Anschluss durch die Stiftsverwaltung Sindelfingen verwaltet, die 1806 ihre Selbständigkeit verlor.

## Erhaltene Gebäude
- Martinskirche
- „Chorherrenhaus“ (im 15. Jahrhundert wahrscheinlich Sitz eines Chorherren)
- Klostergartenmauer (Ummauerung des Stiftsbezirks)
- „Propstei“
- Klosterbibliothek (1517 erbaut)
- Sakristei (Teilstück der alten Klausurgebäude)
- Höfe der Lehensbauern des Stifts sind ausgegraben, Funde im Stadtmuseum

## Pröpste
- Buggo
- Wolfram
- Friedrich um 1122
- Gottfried
- Philipp (von Calw) um 1186
- Adalbert von Walbuch um 1210
- Friedrich von Ihlingen um 1216
- Konrad von Hailfingen
- Luithard von Gröningen um 1235
- Konrad von Gößlingen um 1243
- Dietrich von Ihlingen
- Ulrich von Kuppingen um 1247
- Konrad von Bernhausen um 1248–1275
- Heinrich von Hailfingen 1275–1297
- Wernher von Bernhausen 1297–1332
- Ulrich von Württemberg 1332–1348
- Ulrich von Gültlingen  1348–1396
- Ulrich von Stuttgart /Württemberg 1396–1420
- Johannes von Bottwar 1420–1433
- Heinrich Tegen 1433–1456
- Johannes Tegen 1456–1477